# Kellas House

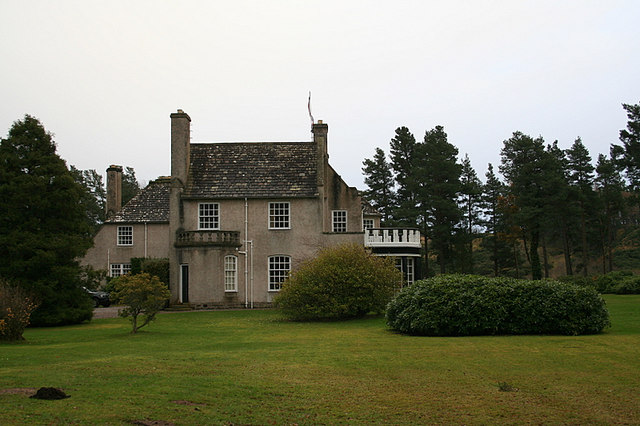
Kellas House

Kellas House ist eine Villa in dem schottischen Weiler Kellas in der Council Area Moray. 1989 wurde das Bauwerk in die schottischen Denkmallisten in der höchsten Denkmalkategorie A aufgenommen.

## Geschichte
Den Entwurf für Kellas House lieferte der einflussreiche schottische Arts-and-Crafts-Architekt Francis William Deas. Bauherr war dessen Cousin George Christie, welcher die Villa auf einem kahlen Landstück über dem Lossie errichten ließ. Die Fertigstellung des 1913 begonnenen Baus zog sich bis nach Ende des Ersten Weltkriegs hin. Vermutlich wurde der Bau erst 1921 abgeschlossen. Die Nachfahren Christies bewohnen Kellas House bis heute. Sie pflegen auch die Gärten, die George Christie anlegen ließ.

## Beschreibung
Kellas House steht isoliert am Westrand der kleinen Streusiedlung Kellas am linken Ufer des Lossie. Die asymmetrisch aufgebaute, zweigeschossige Villa weist grob einen L-förmigen Grundriss auf. Sie ist im Arts-and-Crafts-Stil ausgestaltet. Ihre Fassaden sind mit Harl verputzt, wobei Natursteindetails abgesetzt sind. Das Hauptportal an der nordexponierten Hauptfassade ist mit Vordach, rundbogig und mit Schlussstein ausgeführt. Daneben tritt ein gerundeter Treppenturm aus dem Gebäudeinnenwinkel heraus. Rundfenster im Obergeschoss sind mit Blattwerk- und Rosenmotiven ornamentiert. Links setzt sich ein Wirtschaftsflügel fort.
Gartenseitig sind segmentbogige Fenster eingelassen. Ein Wintergarten mit geschnitzten Hölzern schließt mit der hölzernen Balustrade des Balkons im Obergeschoss. Links tritt eine abgekantete Auslucht aus der Fassade heraus. An der Ostfassade findet sich ein weiterer runder Treppenturm. Die Dächer sind mit Schiefer aus Caithness eingedeckt.